# Colobomatus deltotus
Colobomatus deltotus is een eenoogkreeftjessoort uit de familie van de Philichthyidae. De wetenschappelijke naam van de soort is voor het eerst geldig gepubliceerd in 1985 door West.